# Gmina Lanckorona
Die Gmina Lanckorona ist eine Landgemeinde im Powiat Wadowicki der Woiwodschaft Kleinpolen in Polen. Ihr Sitz ist das gleichnamige Dorf mit etwa 2100 Einwohnern.

## Geographie

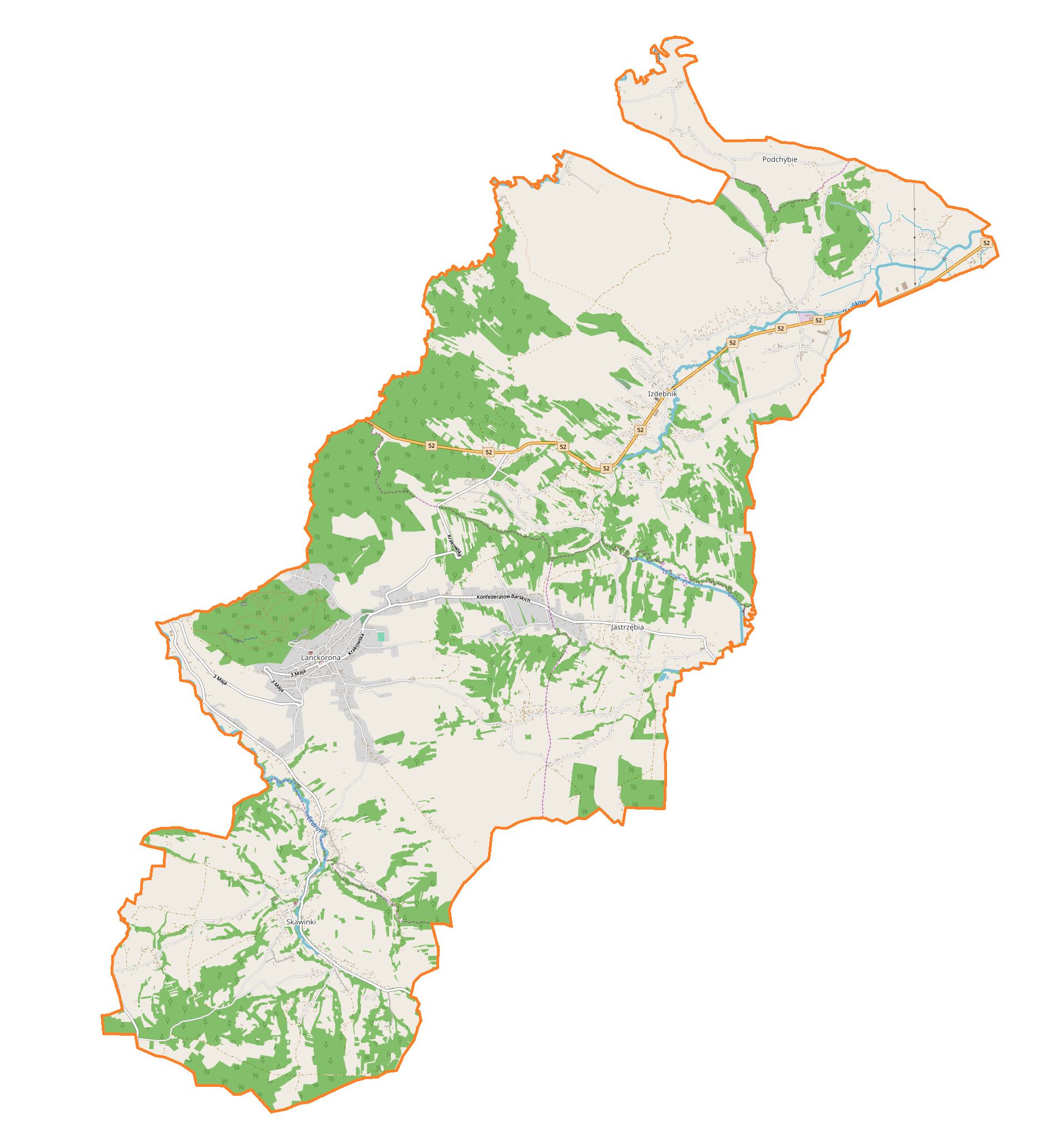
Karte der Landgemeinde

Die Nachbargemeinden sind Budzów, Kalwaria Zebrzydowska, Skawina, Stryszów und Sułkowice.

## Geschichte
Von 1975 bis 1998 gehörte die Gemeinde zur Woiwodschaft Bielsko-Biała, ihr Hauptort hatte 1933 das Stadtrecht verloren.

## Gliederung
Zur Landgemeinde (gmina wiejska) Lanckorona gehören folgende sechs Ortsteile mit einem Schulzenamt (sołectwo):
Lanckorona, Izdebnik, Skawinki, Jastrzębia und Podchybie.

## Sehenswürdigkeiten
In die Denkmalliste der Woiwodschaft sind in der Gemeinde eingetragen:
- Holzkirche in Skawinki, 1733 errichtet
- Kirche in Lanckorona, 1336 errichtet, im 16. und 19. Jahrhundert umgebaut
- Friedhofskapelle in Lanckorona, von 1886
- Burgruine aus dem 14. Jahrhundert in Lanckorona
- Holzhaus am Marktplatz in Lanckorona, von 1870 (Rynek 117)
- Holzhaus am Marktplatz in Lanckorona, von 1870 (Rynek 119)

Daneben sind weitere Holzgebäude sehenswert.

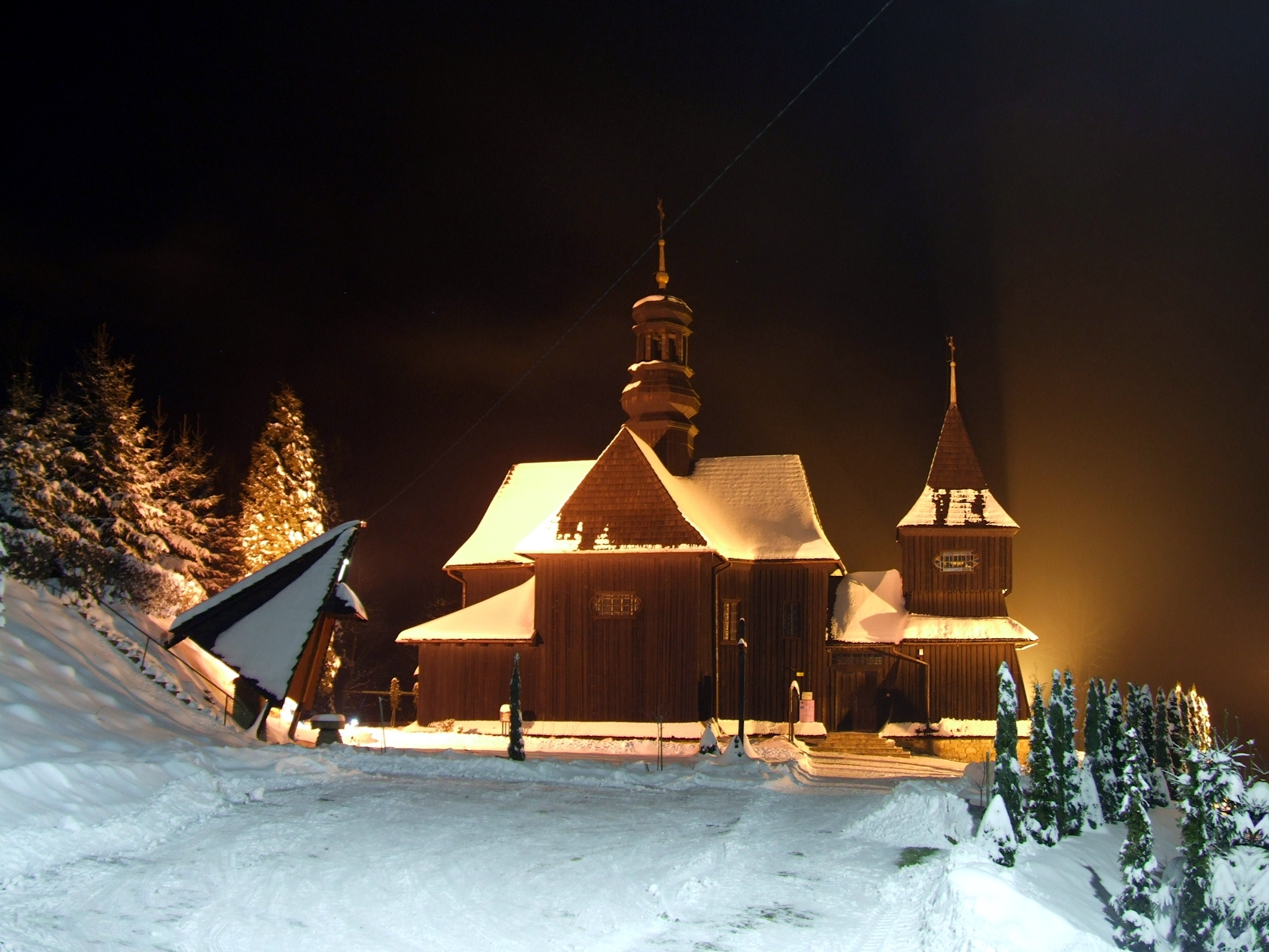
Holzkirche in Skawinki
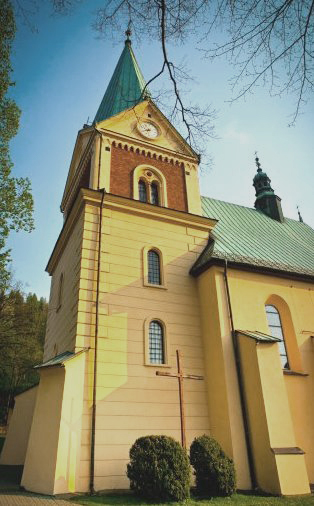
Kirche in Lanckorona
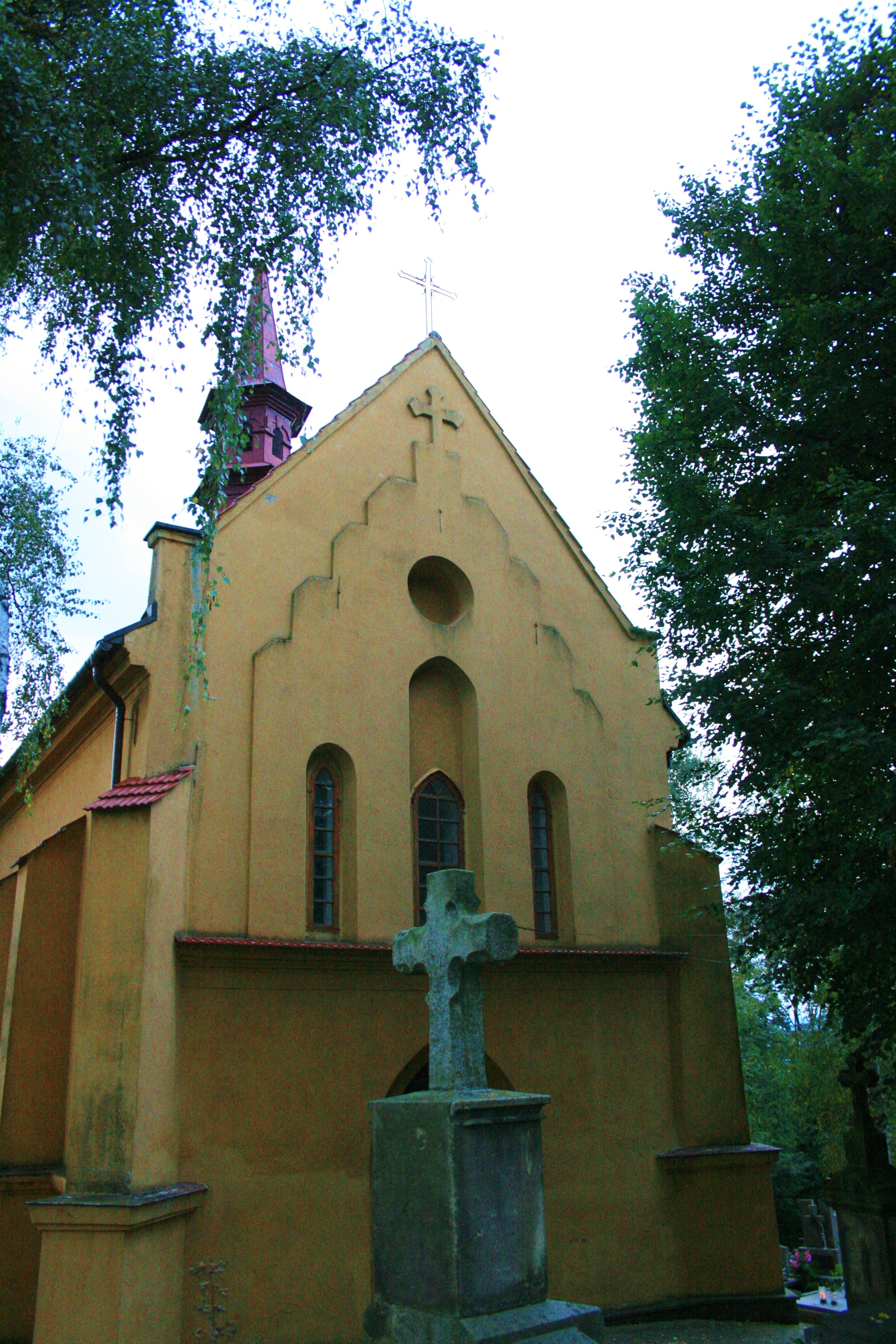
Friedhofskapelle in Lanckorona
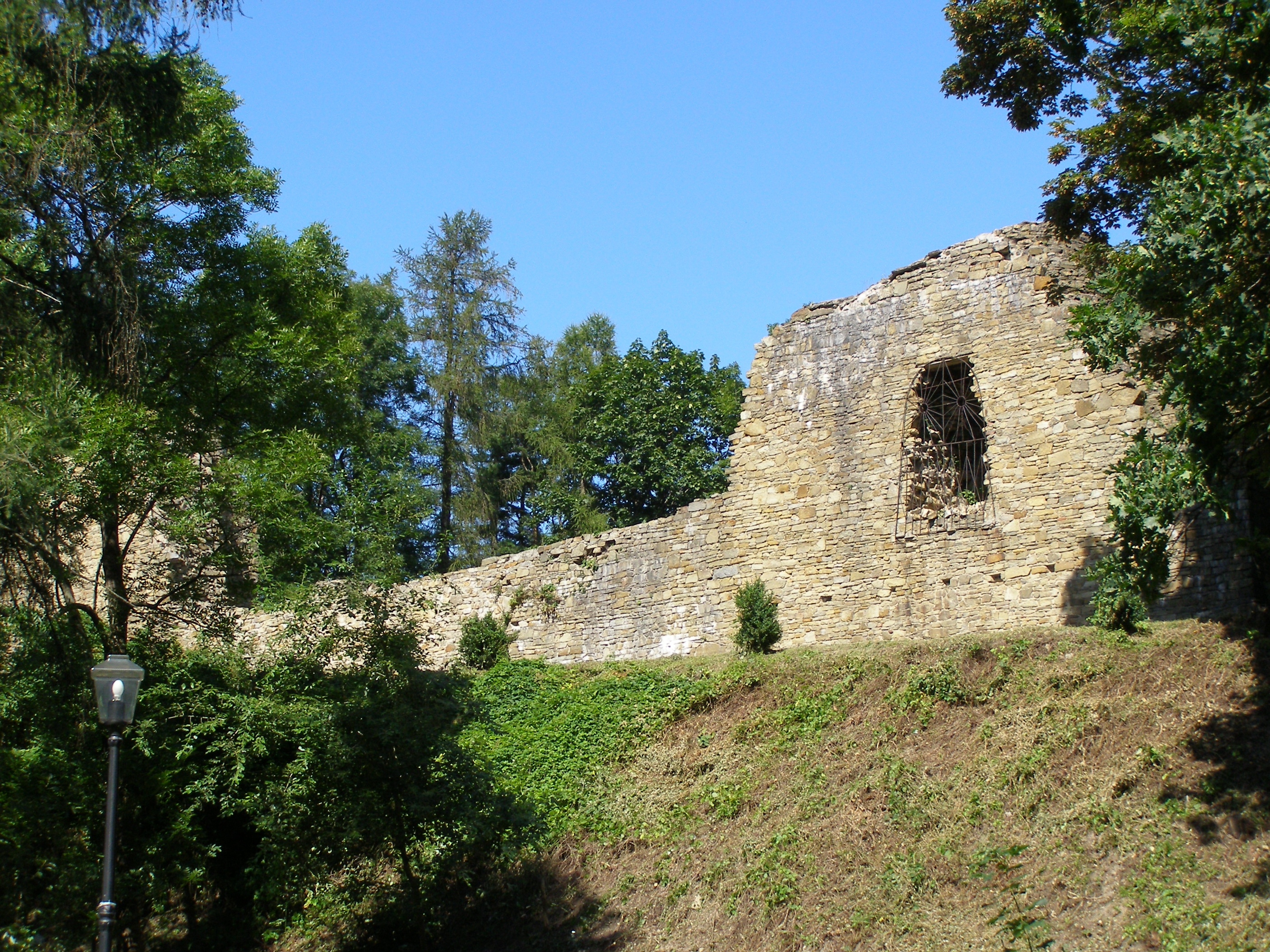
Burgruine
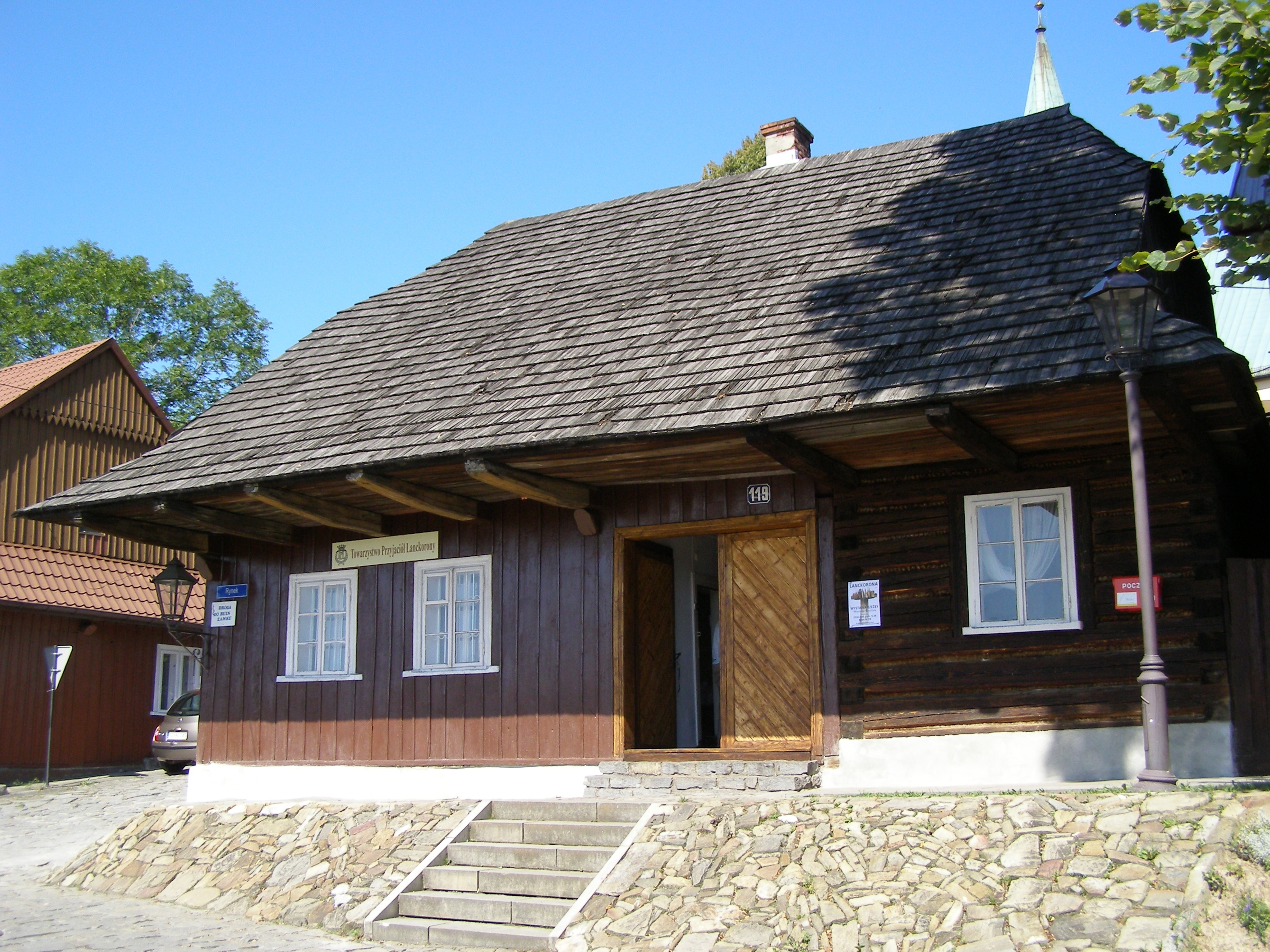
Holzhaus, Rynek 119
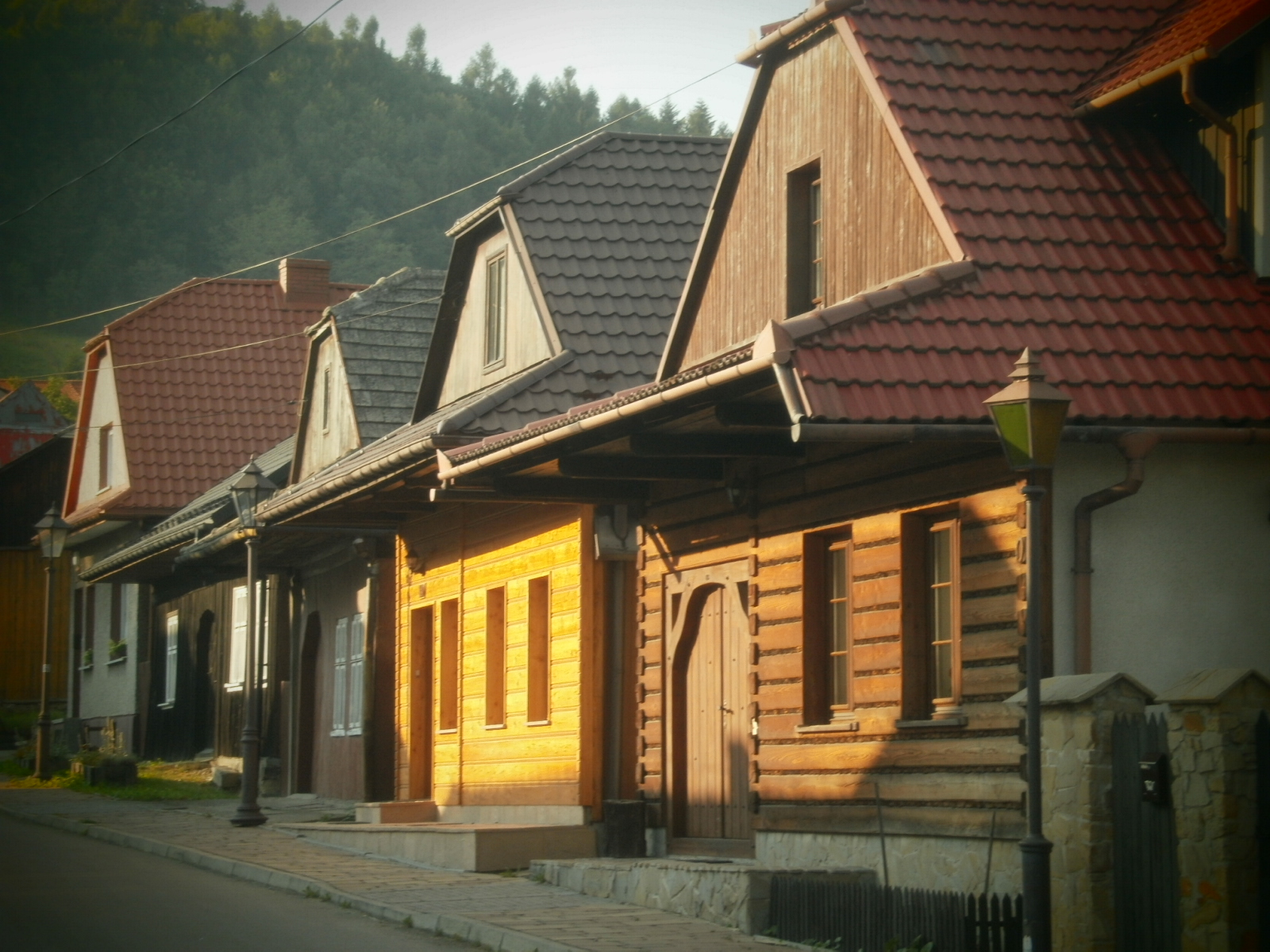
Holzhäuser in Lanckorona